# Macarena (Lied)
Macarena ist ein Lied des spanischen Musikduos Los del Río. Der Song wurde ursprünglich am 13. Dezember 1993 als Single aus dem Album A mí me gusta veröffentlicht. Deutlich bekannter ist die Remixversion der Bayside Boys, die am 14. August 1995 erschien, zu einem weltweiten Erfolg wurde und Los del Río zu einem internationalen One-Hit-Wonder machte.

## Hintergrund und Entstehung
Während eines Privatkonzerts in Venezuela im Jahr 1991 inspirierte ein Auftritt der in Caracas lebenden Flamenco-Tänzerin Diana Patricia Cubillán Herrera die beiden Musiker zu der zunächst spontan improvisierten Textzeile Dale a tu cuerpo alegría Diana ‚(Schenke deinem Körper Freude, Diana)‘, die im Nachhinein zur Grundlage einer Rumba wurde, die sie im August 1993 in Spanien veröffentlichten. Nachdem die erste Refrainzeile in Rücksicht auf den Reim zunächst zu Dale a tu cuerpo alegría Magdalena verändert wurde, wurde der Titel letztendlich als Macarena veröffentlicht, um eine Verwechslung mit dem im gleichen Jahr erschienenen Lied Magdalena des mexikanischen Sängers Emmanuel zu vermeiden, und als Verweis auf die Herkunft der beiden Künstler aus der spanischen Provinz Sevilla. Die Originalversion wurde von Jesús Bola und Manuel Soler produziert, als Autoren fungierten Antonio Romero Monge und Rafael Ruiz Perdigones, die beiden Mitglieder von Los del Río.
Der Titel wurde in Spanien schnell populär, doch erst in den Jahren darauf war der Song auch in Lateinamerika zu hören. Von dort erreichte er über die spanischsprachigen Radiostationen den Süden der Vereinigten Staaten. Eine erste Remix-Version mit Synthesizer-Klängen stammte von der Band Fangoria. Das Arrangement des Fangoria-Mixes klingt zwar wie der später erfolgreiche Mix, enthält jedoch keine englischsprachigen Passagen. Stattdessen sind in dieser Version auch die auf Spanisch gesungenen Strophen komplett vom Original-Mix erhalten. In einem Club in Miami wünschten sich 1995 mehrfach Gäste das Lied bei dem dortigen DJ „Jammin Johnny“ Caride. Caride arbeitete tagsüber bei dem Radiosender Power 96, wo er auch Macarena spielen wollte. Seine Vorgesetzten beim Radiosender verlangten eine englischsprachige Version des Songs, woraufhin Caride das Produzenten- und Remixer-Duo Carlos Alberto de Yarza und Mike Triay, bekannt als The Bayside Boys, kontaktierte. Sie überarbeiteten das Stück noch einmal. Dabei übernahmen sie die diskotaugliche Version von Fangoria mit elektronischen Klängen nahezu unverändert, wogegen Fangoria später auch vor Gericht klagten. Eine wesentliche Neuerung am „Bayside Boys Remix“ hingegen war der weibliche Gesang mit englischen Textstücken, den die Sängerin Patty Alfaro beisteuerte. Der „Bayside Boys Remix“ hatte in den Vereinigten Staaten sofort Erfolg. Für Live-Auftritte der Bayside Boys übernahm Carla Vanessa den weiblichen Gesangspart.

## Inhalt und Textinterpretation

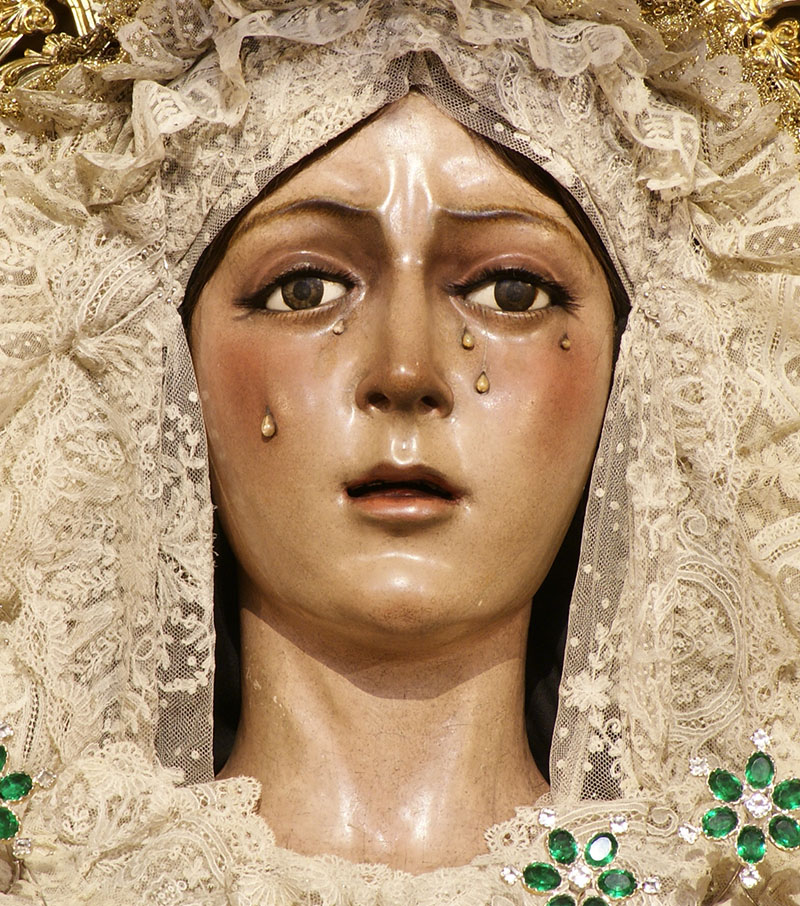
Das Bildnis La Macarena ist eine wichtige Identifikationsfigur für viele Sevillaner und lässt sich auch als Vorbild für die Liedheldin begreifen, die aus den Werten ausbrechen möchte, für die der Macarena-Kult traditionell steht

Das Lied handelt in der ursprünglichen, 1993 veröffentlichten Version von einer ebenso rebellischen wie lebenslustigen jungen Frau, die davon träumt, sich im El Corte Inglés nach der neuesten Mode einkleiden zu können, die in New York City leben möchte und lieber einen Freund hätte, der sich nicht über fragwürdig gewordene patriotische Tugenden wie das Ablegen des Fahneneids definiert. Im Kern lässt sich der Text als Kommentar zu einem gesellschaftlich brisanten Thema verstehen, da er auf humorvolle Weise die seit Beginn der Transition in Spanien zunehmend in Auflösung begriffenen Werte einer von Klerus und Militär geprägten Männerwelt durch die Figur einer jungen Frau in Frage stellt, die sich diesen Werten nicht mehr unterordnen will. Dazu muss man wissen, dass die stark von nationalspanischen Traditionen aus der Bürgerkriegs- und Franco-Zeit geprägte Macarena-Verehrung in Sevilla vordergründig genau für dieses Bündnis von Klerus und Militär steht und durch die Bezugnahme im Titel des Liedes ironisch gebrochen wird.
Der zum internationalen Hit avancierte „Bayside Boys Remix“ übernimmt nur den spanischen Refrain und ersetzt die Strophen durch einen Inhalt, der dessen ursprüngliche Aussage ins Gegenteil verkehrt, da die Protagonistin nunmehr als vergnügungssüchtige und amoralische Hedonistin erscheint. Erst in der Textversion des Remixes ist davon die Rede, dass die Macarena an dem Tag, an dem ihr Freund den Fahneneid ablegt, diesen mit zwei seiner Bekannten betrügt. Im Originaltext steht lediglich, dass sie mit den Bekannten gesehen wird. Im Kontext des Originaltexts von 1993 deutet dies weniger auf eine ihr zu unterstellende Untreue hin, sondern ist vielmehr als Ausdruck ihrer Verweigerungshaltung gegenüber einem Ritual zu verstehen, das nach dem Ende der Franco-Diktatur im demokratischen Spanien zunehmend als anachronistisches Relikt einer von franquistisch geprägten Männern und ihren patriotischen Idealen beherrschten Gesellschaft empfunden wurde. Anstatt dem Bild der treuen Partnerin zu entsprechen, die sich bis zur Rückkehr des Freundes aus dem öffentlichen Leben zurückzieht, zieht sie lieber mit dessen Freunden durch die Stadt und konterkariert damit das Klischee der militärischen Männerkameradschaft auf ihre Weise.
Der Titel Macarena steht sowohl als Eigenname, als Herkunftsbezeichnung für Frauen aus dem Stadtviertel in der Altstadt von Sevilla, aber auch als umgangssprachliche Bezeichnung für eine attraktive Frau, im Sinne von „hübsche Angeberin“. Handelt es sich bei Macarena um einen Eigennamen, bleibt offen, ob der Name der Protagonistin, sei es Magdalena oder Macarena, bewusst gewählt wurde, um eine Assoziation zum Topos und der Figur der Maria Magdalena zu schaffen. In diesem Fall würde das Verhalten der Macarena (Magdalena) relativiert, da nach einer als moralisch bedenklich eingestuften Lebensphase irgendwann eine Läuterung, im konkreten Fall die Rückkehr zu den traditionellen Werten, zu erwarten wäre. Auch die Interpretation von Macarena als Bezeichnung für Einwohnerinnen des Viertels Macarena (Sevilla) hätte einen relativierenden Beigeschmack, da es bereits in den 1990er Jahren erste Anzeichen gab, dass sich dieser Bezirk zu einer der Problemzonen Sevillas entwickeln könnte, womit sich die Lebensträume der Macarena schnell als unerfüllbares Wunschdenken herausgestellt hätten. Somit erscheint die Deutung der Bezeichnung „Macarena“ als umgangssprachlicher Ausdruck für eine hübsche, ihre realen Möglichkeiten bisweilen überschätzende Aufschneiderin zumindest dahingehend als akzeptabel, dass sie der Protagonistin des Liedes die Option offen hält, ihre Träume von einem Leben gegen die Norm tatsächlich verwirklichen zu können.

## Musikvideo
Bei dem zum Macarena-Remix gedrehten Musikvideo führte Vincent Calvet Regie. Es verzeichnet auf YouTube über 283 Millionen Aufrufe (Stand: Juli 2024). Das Video zeigt zehn, teils leicht-bekleidete Frauen aus verschiedenen Kulturkreisen, die den typischen Macarena-Tanz vor einem weißen Hintergrund tanzen und dabei das Lied singen. Der Tanz wurde von der US-Amerikanerin Mia Frye, die selbst im Video mitspielt, choreografiert. Daneben sind Los del Río in Anzügen zu sehen, die den Song an einem Mikrofon singen. Zum Ende des Videos tanzen die Frauen um die beiden Musiker herum.

## Single

### Covergestaltung
Das Original-Singlecover zeigt die beiden Los-del-Río-Mitglieder Rafael Ruiz Perdigones und Antonio Romero Monge, die den Betrachter lächelnd anblicken. Im Hintergrund sind Felsen und das Meer zu sehen. Links oben befinden sich die Schriftzüge Los del Río in Lila und Macarena in Schwarz auf gelbem Untergrund. Auf dem Remix-Cover befinden sich die Schriftzüge Los del Río (gelb), Macarena (weiß), Remix (gelb), By (weiß) und The Bayside Boys (Rot) auf lila Untergrund.

### Titellisten
Original
1. Macarena – 4:12
2. Salsa Rumbera (Potpourri) – 10:50

Remix-Single
1. Macarena (Bayside Boys Remix) – 3:50
2. Macarena (River Re-Mix 103 BPM) – 5:02

Remix-Maxi
1. Macarena (Bayside Boys Remix) – 3:50
2. Macarena (River Re-Mix 103 BPM) – 5:02
3. Macarena (La Mezcla Guerrillera 130 BPM) – 5:35
4. Macarena (Original Mix) – 4:12

### Kommerzieller Erfolg

#### Chartplatzierungen
Der Macarena-Remix eroberte weltweit fast überall die Spitze der Pop-Charts und war der Sommerhit des Jahres 1996. Im Juni 1996 belegte er 14 Wochen Platz eins der US-amerikanischen Billboard-Charts und konnte sich 60 Wochen in den Top 100 halten. Infolge des Remixes erreichte auch das Original Rang 23 der US-Charts. In Deutschland stieg Macarena am 25. März 1996 auf Position 40 in die Singlecharts ein und erreichte zehn Wochen später die Chartspitze, an der es sich vier Wochen halten konnte. Insgesamt hielt sich der Song 37 Wochen lang in den Top 100, davon 17 Wochen in den Top 10. Ebenfalls Platz eins belegte die Single unter anderem in der Schweiz, Österreich, Frankreich, den Niederlanden, Belgien, Finnland und Australien. In den deutschen Single-Jahrescharts 1996 erreichte das Lied Rang drei.
| ChartsChartplatzierungen       | Höchstplatzierung | Wochen |
| ------------------------------ | ----------------- | ------ |
| Deutschland (GfK)              | 1 (37 Wo.)        | 37     |
| Österreich (Ö3)                | 1 (32 Wo.)        | 32     |
| Schweiz (IFPI)                 | 1 (36 Wo.)        | 36     |
| Vereinigte Staaten (Billboard) | 1 (60 Wo.)        | 60     |
| Vereinigtes Königreich (OCC)   | 2 (20 Wo.)        | 20     |

| ChartsJahrescharts (1996)      | Platzierung |
| ------------------------------ | ----------- |
| Deutschland (GfK)              | 3           |
| Österreich (Ö3)                | 1           |
| Schweiz (IFPI)                 | 1           |
| Vereinigte Staaten (Billboard) | 1           |
| Vereinigtes Königreich (OCC)   | 15          |

| ChartsJahrescharts (1997)      | Platzierung |
| ------------------------------ | ----------- |
| Vereinigte Staaten (Billboard) | 82          |

Neben den Los-del-Río-Versionen konnte auch das kanadische Duo Los del Mar von dem Erfolg profitieren und sich zum Beispiel in Australien und Frankreich mit dem gleichen Titel hinter dem Original in den Top fünf einreihen. Zahlreiche Coverversionen, Übersetzungen in andere Sprachen und instrumentale Versionen folgten, und bis heute ist das Lied ein beliebter Stimmungshit.

#### Auszeichnungen für Musikverkäufe
Macarena erhielt im Jahr 1996 in Deutschland für mehr als 750.000 Verkäufe eine dreifache Goldene Schallplatte. In den Vereinigten Staaten wurde es ebenfalls 1996 für über vier Million verkaufte Einheiten mit vier Platin-Schallplatten ausgezeichnet. Die weltweiten Verkäufe belaufen sich auf mehr als elf Millionen Singles.
| Land/Region                  | Auszeichnungen für Musikverkäufe (Land/Region, Auszeichnung, Verkäufe) | Verkäufe  |
| ---------------------------- | ---------------------------------------------------------------------- | --------- |
| Australien (ARIA)            | 3× Platin                                                              | 210.000   |
| Belgien (BRMA)               | 2× Platin                                                              | 100.000   |
| Deutschland (BVMI)           | 3× Gold                                                                | 750.000   |
| Frankreich (SNEP)            | Diamant                                                                | 750.000   |
| Neuseeland (RMNZ)            | Platin                                                                 | 15.000    |
| Niederlande (NVPI)           | Platin                                                                 | 75.000    |
| Österreich (IFPI)            | Platin                                                                 | 50.000    |
| Schweden (IFPI)              | Gold                                                                   | 15.000    |
| Schweiz (IFPI)               | Gold                                                                   | 25.000    |
| Vereinigte Staaten (RIAA)    | 4× Platin                                                              | 4.000.000 |
| Vereinigtes Königreich (BPI) | Platin                                                                 | 600.000   |
| Insgesamt                    | 3× Gold · 14× Platin · 1× Diamant ·                                    | 6.590.000 |

## Der Tanz Macarena
Passend zum Hit gibt es einen Modetanz, der in einer spanischen Tanzschule entstand und für das zugehörige Musikvideo erweitert wurde, das im Sommer 1996 auf allen Musiksendern zu sehen war. Dabei schlägt man die Hände in einer bestimmten Abfolge, stemmt sie in die Hüften, dreht die Hüfte, geht in die Knie und dreht sich dann in einem Aufwärtsschwung seitwärts mit einem leichten Sprung um 90 Grad. Bekannt ist eine Szene, in der die US-Botschafterin und spätere Außenministerin Madeleine Albright vor einer UN-Sicherheitsratsitzung dem Botschafter Botswanas den Tanz beibringt. Selbst in deutschen und schweizerischen Grundschulen wurde der Tanz als Teil der Musikpädagogik unterrichtet.
Laut Los del Rio entstand der Tanz aus der Interaktion zwischen Band und Publikum bei Konzerten. Es begann mit ein paar improvisierten Armbewegungen der Sänger während eines Instrumentalteils im Lied. Daraufhin begannen einige Menschen im Publikum, ähnliche Tanzbewegungen nachzumachen. Im Wechselspiel zwischen Band und Publikum bildete sich nach und nach im Laufe mehrerer Konzerte eine frühe Form des Macarena-Tanz heraus, weil sich Erzählungen über Macarena per Mundpropaganda unter den Fans der Band verbreiteten. Als das Musikvideo für den Bayside Boys Remix gedreht wurde, choreografierte Mia Frye eine stark vereinfachte Version des zu dieser Zeit bereits bestehenden Macarena-Tanz. Frye und Regisseur Vincent Calvet orientierten sich an Videoaufnahmen aus Clubs in Mexiko, auf denen zu sehen war, wie eine große Menge von Leuten die ursprüngliche – komplexere – Macarena tanzt. Calvet: „Es war beeindruckend!“

## Sonstige Adaption
Die mexikanische Metal-Band Brujeria veröffentlichte 1998 das auf Macarena basierende Lied Marijuana, das ebenfalls geremixt und gecovert wurde. Neben dem namensgebenden Marihuana werden im Liedtext eine hässliche Frau und exzessiver Drogenkonsum samt verschiedener Substanzen beschrieben.